# Lazăr Vrabie
Lazăr Vrabie (n. 25 august 1924, București — d. 14 mai 1974, București) a fost un actor român, cunoscut pentru rolul său în pelicula Valurile Dunării, în regia lui Liviu Ciulei.

## Biografie
A fost pasionat de sport în tinerețe: a practicat înotul în copilărie și a traversat Dunărea, iar apoi a dorit apoi să devină atlet și, potrivit afirmației sale, a fost foarte aproape de recordul național. După preluarea puterii de către comuniști, a lucrat mai întâi ca activist la Comitetul Municipal București al Partidului Muncitoresc Român și a devenit apoi asistent de marxism-leninism la Universitatea din București.
Deși nu avea studii de specialitate, a fost angajat în anul 1956 ca actor la Teatrul Municipal din București (azi Teatrul Bulandra) și a fost numit în funcția de director adjunct. Vrabie a declarat ulterior într-un interviu că „meseria de actor e crudă” și că „pentru fascinație și alte cuvinte din arsenalul dulce al starurilor nu e loc”.
A debutat în film în anul 1957 în Erupția. Regizorul Liviu Ciulei i-a propus atunci să joace rolul Gore (pe care l-a interpretat ulterior Dorin Dron), dar, considerând că este lipsit de experiență, Vrabie a refuzat și a cerut să interpreteze rolul unui sondor tăcut. A jucat ulterior rolul principal în filmul Mingea (1959), care i-a făcut plăcere, deși l-a considerat „bogat, complex, greu de interpretat”.
S-a căsătorit cu actrița Lucia Mara (1935–2013), care divorțase de actorul Benedict Dabija (1926–1962), după ce acesta căzuse în patima consumului de băuturi alcoolice.
A murit de cancer în 1974.

## Filmografie
- Erupția (1957)
- Viața nu iartă (1959)
- Mingea (1959)
- Valurile Dunării (1960)
- Portretul unui necunoscut (1960)
- Setea (1961)
- Cinci oameni la drum (1962)
- Șah la rege (1965)
- Castelanii (1967)
- Atunci i-am condamnat pe toți la moarte (1972) - directorul casei de corecție
- Puterea și adevărul (1972)
- Aventurile lui Babușcă (1973) - Vlad
- Conspirația (1973)
- Capcana (1974)
- Trei scrisori secrete (1974)
- Filip cel bun (1975)

## Distincții
- Medalia Muncii (13 octombrie 1953) pentru contribuția sa la „munca de pregătire și desfășurare a celui de-al IV-lea Festival Mondial al Tineretului și Studenților pentru Pace și Prietenie⁠(d)”[6]
- Ordinul Muncii clasa a III-a (25 decembrie 1957) „cu prilejul împlinirii a zece ani de activitate a Teatrului Municipal din București, pentru merite deosebite în activitatea artistică”[7]
- Medalia „40 de ani de la înființarea Partidului Comunist din Romînia” (6 mai 1961) „pentru merite în activitatea de partid și întărirea regimului democrat-popular”[8]
- Ordinul „23 August” clasa a IV-a (10 august 1964) „pentru merite deosebite în opera de construire a socialismului, cu prilejul celei de a XX-a aniversări a eliberării patriei”[9]